# Christian Maghoma
Christian Maghoma (Lubumbashi, 8 novembre 1997) è un calciatore congolese (Repubblica Democratica del Congo) con cittadinanza inglese, difensore dell'Aldershot Town.

## Biografia
È fratello di Jacques Maghoma, a sua volta calciatore professionista.

## Caratteristiche tecniche
È un difensore centrale.

## Carriera

### Club
Tra il 2018 ed il 2020 ha giocato 35 partite nella prima divisione polacca con l'Arka Gdynia.

### Nazionale
Nel 2012 ha giocato una partita con la nazionale inglese Under-16.
Ha esordito con la nazionale congolese il 5 giugno 2017 in un'amichevole vinta 2-0 contro il Botswana.

## Statistiche

### Cronologia presenze e reti in nazionale
| Cronologia completa delle presenze e delle reti in nazionale ― RD del Congo | Cronologia completa delle presenze e delle reti in nazionale ― RD del Congo | Cronologia completa delle presenze e delle reti in nazionale ― RD del Congo | Cronologia completa delle presenze e delle reti in nazionale ― RD del Congo | Cronologia completa delle presenze e delle reti in nazionale ― RD del Congo | Cronologia completa delle presenze e delle reti in nazionale ― RD del Congo | Cronologia completa delle presenze e delle reti in nazionale ― RD del Congo | Cronologia completa delle presenze e delle reti in nazionale ― RD del Congo |
| Data                                                                        | Città                                                                       | In casa                                                                     | Risultato                                                                   | Ospiti                                                                      | Competizione                                                                | Reti                                                                        | Note                                                                        |
| --------------------------------------------------------------------------- | --------------------------------------------------------------------------- | --------------------------------------------------------------------------- | --------------------------------------------------------------------------- | --------------------------------------------------------------------------- | --------------------------------------------------------------------------- | --------------------------------------------------------------------------- | --------------------------------------------------------------------------- |
| 5-6-2017                                                                    | Rabat                                                                       | RD del Congo                                                                | 2 – 0                                                                       | Botswana                                                                    | Amichevole                                                                  | -                                                                           | 65’                                                                         |
| Totale                                                                      |                                                                             | Presenze                                                                    | 1                                                                           |                                                                             | Reti                                                                        | 0                                                                           |                                                                             |

## Palmarès

### Club

#### Competizioni nazionali
- FA Trophy: 1

Aldershot Town: 2024-2025